# Plaga zombie: Zona mutante - Revolución tóxica
Plaga zombie: Zona mutante - Revolución tóxica és una pel·lícula argentina de comèdia-terror de 2012 dirigida per Pablo Parés i Hernán Sáez, sobre el seu propi guió escrit en col·laboració amb Paulo Soria. És protagonitzada per Hernán Sáez, Berta Muñiz, Pablo Parés, Paulo Soria i Diego Parés. És la tercera part de la famosa saga de zombis i gore iniciada amb Plaga Zombie. Es va estrenar el 30 de març d'aquest any.

## Sinopsi
Una invasió extraterrestre que posa en risc el destí de la humanitat s'inicia en un poble on es troben Bill Johnson, John West i Max Giggs. Els amics escapen d'allí amb el propòsit de trobar i destruir la nau invasora abans que aquesta completi el seu malèfic pla de conquesta.

## Repartiment
- Hernán Sáez... Max Giggs
- Berta Muñiz... John West
- Pablo Parés... Bill Johnson
- Paulo Soria... Junior / Client #2 / Zombi espasa #2
- Diego Parés... Willy Boxer
- Walter Cornás... Jack J. Taylor / Zombie Cagat
- Esteban Podetti... Agent James Dana
- Pablo Fayó... Agent David Fox
- Diego Echave... Zombi catch
- Liniers... Linierzombi
- Pablo Conde... Fals John West
- Andy Saban... Fals Bill Johnson
- Daniel de la Vega... Punk #2
- Adrián García Bogliano... Punk #4
- Laura Casabé... Punk #3
- Mad Crampi ... Punk #1
- Dan Trugman ... Conductor TV
- Alejandro D'Aloisio ... Doble de Max Giggs
- Martín Douglas ... Doble de John
- Gabriela M. Crescipulli ... Ballarina #1
- Grisel D'Angelo ... Ballarina #2
- Diego Azulay ... Client #1
- Marcelo Leguiza ... Client #3
- Alfredo Prandi Gorini ... Client #4
- Walter Delucchi ... Client #5
- Agustín Maicas... Client #6
- Julia Lenzberg ... Prostituta #1
- María Balestrini ... Prostituta #2
- Alina Ramos Madero ... Prostituta #3
- Gisela Toledo Chiqui ... Prostituta #4
- Tomás Grounauer ... Zombi Pare
- Valentino Letcher ... Zombi fill
- Gastón Paonessa ... Zombi Burleta #1 / Zombie terrassa #4
- Goyo Escardó ... Abducció inicial / Zombie Burleta #2
- Pablo Guardia ... Zombi Babycall
- Juan Bautista Dartiguelongue ... Zombi espasa #1
- Matías Martín Saucedo ... Zombi terrassa #1
- Matías Lojo ... Zombi terrassa #2
- Esteban Rojas ... Zombi terrassa #3
- El Cicho ... Zombi terrassa #5
- Mario Zapata ... Zombi barret

## Premis
Al Buenos Aires Rojo Sangre de 2011 va rebre el premi del públic al millor llargmetratge i el premi al millor actor.